# 将作大匠
将作大匠，中国古代官名。将作监的长官，战国始置，历代沿革，名称不一但职掌大致相同。
秦代称将作少府，西汉称将作大匠，东汉、魏、晋同，南梁称大匠卿，北齐称将作寺大匠，隋、唐、辽称将作监大匠，元朝并少府事改将作院院使，明朝初称将作司卿，未几裁撤，清朝不设此官。